# Homoneura squalida
Homoneura squalida är en tvåvingeart som först beskrevs av Smith 1876.  Homoneura squalida ingår i släktet Homoneura och familjen lövflugor. Inga underarter finns listade i Catalogue of Life.